# Zhang Xiaoyi
Zhang Xiaoyi (chiń. 张晓一; ur. 25 maja 1989 w Nankin) – chiński lekkoatleta specjalizujący się w skoku w dal.

## Osiągnięcia
- mistrzostwo Azji juniorów (Makau 2006)
- brązowy medal mistrzostw świata juniorów (Pekin 2006)
- srebro igrzysk wojskowych (Rio de Janeiro 2011)

## Rekordy życiowe
- skok w dal – 8,27 (2009)
- skok w dal (hala) – 8,20 (2012)